# Anaphyllum
- Commons
- Wikispecies

Anaphyllum Schott  é um género botânico pertencente à família Araceae.

## Espécies
Apresenta duas espécies:
- Anaphyllum beddomei
- Anaphyllum wightii